# ニノ・サルクヴァゼ
ニノ・サルクヴァゼ（グルジア語: ნინო სალუქვაძე、1969年2月1日 - ）は、ジョージアの射撃競技選手。夏季オリンピックに女性では最多となる9大会に出場し、3個のメダルを獲得した。
彼女は19歳の時に1988年ソウルオリンピックにソビエト代表として出場し、25mピストル種目で金メダルを、10mエアピストル種目で銀メダルを獲得した。ジョージア代表として出場した2008年北京オリンピックでは10mエアピストル種目で銅メダルを獲得した。

## 2008年夏季オリンピック
南オセチア紛争にてジョージアとロシアが交戦している最中の2008年、サルクヴァゼはジョージア代表として北京オリンピック女子10mエアピストル種目に出場し銅メダルを獲得。サルクヴァゼは表彰台において、銀メダルを獲得したロシア代表ナタリア・パデリナと抱擁および強烈な握手を交わし、平和を訴えるアクションを見せた。

## オリンピック出場成績
| オリンピック出場成績   | オリンピック出場成績 | オリンピック出場成績   | オリンピック出場成績 | オリンピック出場成績 |
| ---------------------- | -------------------- | ---------------------- | -------------------- | -------------------- |
| 種目                   | 25メートルピストル   | 10メートルエアピストル |                      |                      |
| 1988年ソウル           | 1位 (591+99)         | 2位 (390+97.9)         |                      |                      |
| 1992年バルセロナ       | 5位 (583+93)         | 10位 (380)             |                      |                      |
| 1996年アトランタ       | 7位 (586+91.6)       | 5位 (385+99.0)         |                      |                      |
| 2000年シドニー         | 11位 (579)           | 25位 (376)             |                      |                      |
| 2004年アテネ           | 8位 (580+98.3)       | 10位 (382)             |                      |                      |
| 2008年北京             | 16位 (580)           | 3位 (386+101.4)        |                      |                      |
| 2012年ロンドン         | 15位 (581)           | 33位 (376)             |                      |                      |
| 2016年リオデジャネイロ | 6位 (584+14)         | 34位 (377)             |                      |                      |
| 2020年東京             | 25位（578）          | 31位（567）            |                      |                      |